# Jan Kapr
Jan Kapr (12. března 1914 Praha – 29. dubna 1988 Praha) byl český hudební skladatel, hudební režisér, publicista a pedagog.

## Život
Hudbě se věnoval už od svého dětství, od 16 let svého věku, kdy utrpěl těžký úraz, se hudbě věnoval téměř výhradně. Po studiích na Pražské konzervatoři v letech 1933–1938 (základní studium) a 1938–1940 (mistrovské kurzy) působil po 7 let jako hudební režisér v Československém rozhlase, poté pak 2 roky pracoval jako šéfredaktor vydavatelství Orbis. V této době byl prominentním skladatelem a protežovaným členem KSČ. V roce 1948 byl členem akčního výboru strany, který posuzoval ideologickou vhodnost provedení těch kterých skladeb. V roce 1951 obdržel Stalinovu cenu druhého stupně za hudbu k propagandistickému dokumentu režiséra Vladimíra Vlčka Nové Československo. O dva roky později mu president Antonín Zápotocký udělil Státní cenu druhého stupně „za bohatou tvorbu v oblasti budovatelských písní z roku 1952”. K padesátým narozeninám (1964) byl oceněn čestným titulem zasloužilý umělec za „významné úspěchy v komorní a symfonické tvorbě”. V letech 1961–1972 vyučoval skladbu na Janáčkově akademii múzických umění v Brně (studenti mj. František Gregor Emmert, Milan Slavický). Jako publicista od roku 1949 redigoval časopis Hudební rozhledy. V 60. letech výrazně proměnil svůj kompoziční styl – nechal se inspirovat skladebnými směry a proudy tzv. Nové hudby a v pozdějším díle je osobitě syntetizoval. Napsal hudebně teoretickou práci Konstanty.
Po roce 1968 zaujal negativní postoj k sovětské okupaci Československa, na protest proti okupaci jednotkami Varšavské smlouvy vrátil Stalinovu cenu i legitimaci komunistické strany. Jeho díla pak nebyla uváděna, v důsledku normalizace na počátku 70. let také nemohl dále vyučovat. V roce 1970 odešel do invalidního důchodu a stáhl se do ústraní. Po vzniku tak zvané Anticharty (1977) uvedlo Rudé právo, že k ní připojil svůj podpis i zasloužilý umělec Jan Kapr. V roce 1981 byl přijat do Svazu českých skladatelů a koncertních umělců.

## Dílo

### Symfonické skladby
- 1939 – Marathon, symfonické scherzo (čestné uznání na olympijských hrách v Londýně v roce 1948)
- 1942 – I. symfonie pro velký orchestr
- 1946 – II. symfonie pro velký orchestr
- 1947 – Symfonietta pro malý orchestr
- 1956 – III. symfonie „Lyrická” pro malý orchestr
- 1956 – Svita pro velký orchestr
- 1957 – Letní předehra pro velký orchestr
- 1958 – IV. symfonie pro velký orchestr
- 1959 – V. symfonie „Olympijská” pro žestě, bicí, 2 klavíry, varhany, housle a kontrabas
- 1964 – VI. symfonie pro malý orchestr
- 1971 – VII. symfonie „Krajina dětství” pro dětský sbor a velký orchestr na slovenskou lidovou poezii (1968), o SU 34' VIII. symfonie „Campanae Pragenses” pro smíšený sbor (na texty nápisů na pražských zvonech), velký orchestr a mgf pás se zvukem zvonů
- 1974 – Anachron pro komorní orchestr
- 1977 – VIII. symfonie „Pražské zvony” pro sbor a symfonický orchestr
- 1982 – IX. symfonie „Josef Mánes” pro velký orchestr
- 1984 – Symfonietta č. 2 pro orchestr
- 1985 – X. symfonie „Lanžhotská” pro dva vokální sólisty a velký orchestr

### Koncertantní skladby
- 1953 – II. koncert pro klavír a orchestr
- 1955 – Koncert pro housle a orchestr
- 1958 – Koncertantní variace pro flétnu a smyčcový orchestr
- 1960 – Fantazie pro housle a orchestr (verze pro housle a klavír)
- 1968 – Omaggio alla tromba pro trubku a instrumentální soubor
- 1975 – Concertino pro klarinet a komorní soubor
- 1981 – Koncert pro akordeon a malý orchestr
- 1986 – III. koncert pro klavír a orchestr „E.G.”

### Komorní hudba

#### Pro klavír a sólový nástroj
- 1945 – I. sonáta pro klavír
- 1953 – Domov I a II. Cyklus klavírních skladeb
- 1963 – III. sonáta pro klavír
- 1968 – Sonáta pro cimbál
- 1968 – Intermezzo pro flétnu a klavír
- 1972 – Šachová sonáta pro dva klavíry nebo klavír a mgf pás s partem 2. klavíru
- 1976 – Příležitosti (Opportunities), cyklus klavírních skladeb
- 1976 – Signály pro trubku a klavír
- 1981 – IV. sonáta pro klavír
- 1984 – Monology pro sólový klavír

#### Pro smyčcové kvarteto
- 1953 – III. smyčcový kvartet
- 1958 – IV. smyčcový kvartet
- 1963 – VI. smyčcový kvartet s barytonovým sólem na slova Renáty Pandulové
- 1965 – VII. smyčcový kvartet
- 1976 – VIII. smyčcový kvartet pro violu (jako hlavní nástroj), dvoje housle a violoncello

#### Pro další komorní soubory
- 1965 – Dialogy pro flétnu a harfu
- 1966 – Šifry pro klavír, bicí nástroje a elektronické zvuky
- 1966 – Oscilace pro housle a komorní soubor
- 1967 – Rotace 9 (Krystal) pro housle, violu, violoncello a klavír
- 1969 – Testimonianze (Svědectví). Skladba pro čtyři instrumenty se světelnou režií
- 1973 – Woodcuts (Dřevoryty), pro 4 trubky a 4 trombóny
- 1973 – Barvy ticha pro 8 nástrojů
- 1974 – Circuli pro housle a akordeon
- 1976 – Sonáta pro flétnu, lesní roh a klavír
- 1977 – Sonatina pro housle, violu, violoncello a akordeon
- 1981 – Clavicello pro klarinet a violoncello
- 1983 – Brněnské allegro pro žestový soubor
- 1984 – Miniatury pro klarinet, hoboj a violoncello

### Vokální hudba
- 1940 – Píseň rodné zemi. Kantáta pro smíšený sbor a orchestr na slova Josefa Hory
- 1960 – Sny a plány. Cyklus smíšených sborů na soudobou poezii
- 1963 – Dítě. Písňový cyklus pro mezzosoprán a klavír na texty soudobých českých básníků a lidové poezie
- 1965 – Contraria Romana. Osm písní pro baryton a malý orchestr (nebo klavír) na texty klasické latinské poezie
- 1967 – Cvičení pro Gydli. Čtyři studie pro soprán, flétnu a harfu
- 1977 – Musica per Mila pro soprán a harfu (1970), verze pro soprán a komorní orchestr
- 1973 – Guten Morgen, Stern, cyklus smíšených sborů na německé a latinské texty Christiana Morgensterna
- 1976 – Stínohra – Snář pro soprán, flétnu (altovou flétnu) a harfu
- 1975 – Vendanges. Písně pro soprán, baryton a klavír na francouzské texty Paula Verlaina
- 1983 – Mánesův orloj. Cyklus smíšených sborů a capella na texty Františka Hrubína

### Opery
- 1962 – Muzikantská pohádka. Opera na námět hry Marie Kubátové "Jak přišla basa do nebe", libreto Libuše Tomášková

### Instruktážní skladby
- 1970 – Zvonky, plačky, motovidla, 21 instruktážních skladeb pro klavír
- 1971 – Pískánky pro zobcovou flétnu a klavír
- 1985 – Dvojhrátky pro dva dechové nástroje, Cyklus instruktivních skladeb